# Scheepsconstructie

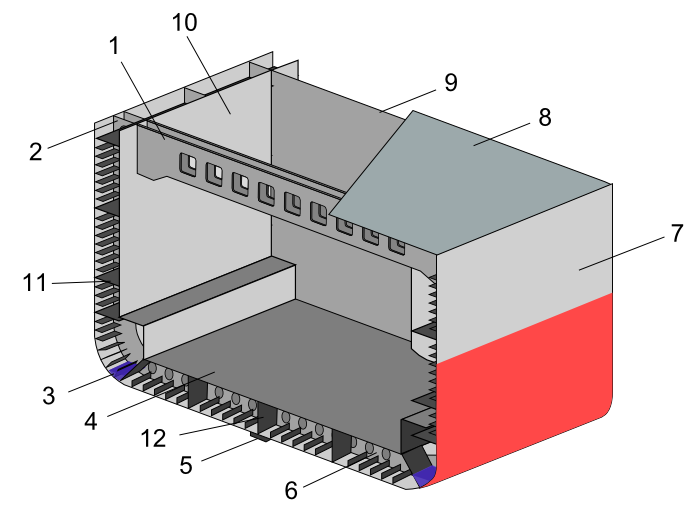
Dwarsdoorsnede van het langsspantensysteem.

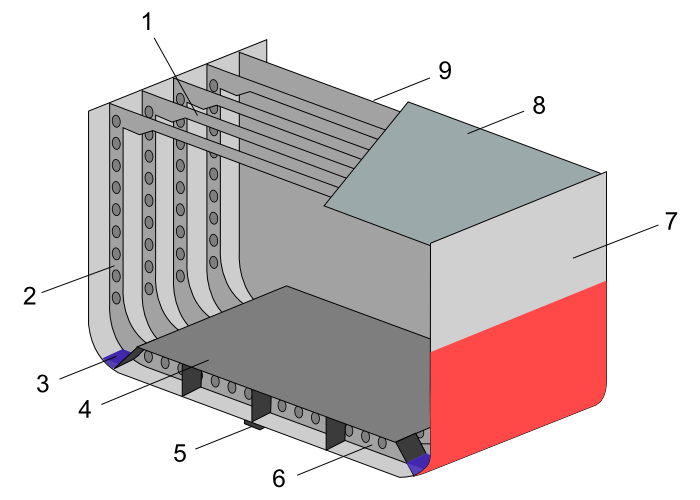
Dwarsdoorsnede van het dwarsspantensysteem.

De scheepsconstructie zorgt voor de sterkte en waterdichte afsluiting van een schip. Daarnaast verdeelt het het schip naar verschillende functies, zoals de laadruimen, de tanken voor de brandstof en ballastwater, de machinekamer voor het hoofd- en hulpbedrijf en de accommodatie voor het verblijf van de bemanning. Voor grotere schepen heeft het langsspantensysteem tegenwoordig het dwarsspantensysteem grotendeels vervangen.
De romp bestaat uit platen en profielen. De platen die de huid, dekken en schotten vormen, worden versterkt door de profielen.

## Vorm
De vorm van de romp hangt zeer nauw samen met de functie van een schip. Snelle schepen hebben een slanke vorm, terwijl voor langzame schepen een volle vorm, waarmee meer lading vervoerd kan worden, volstaat. De boeg wordt vaak uitgerust met een bulbsteven waarmee een golfdal wordt opgewekt. Bij juiste plaatsing en snelheid kan dit de boeggolf opheffen en de golfweerstand verminderen. Bij andere dan de ontwerpsnelheid kan het echter een tegengesteld effect hebben.

## Inrichting
De bouw van een schip hangt sterk af van het doel waarvoor het gebouwd wordt, wat voor type schip het is. Een aantal ruimtes komt echter vrij algemeen voor. Naast de indeling naar functie, dient dit ook voor de waterdichte integriteit om te beschikken over voldoende reservedrijfvermogen in het geval van schade door een aanvaring of stranding. Onder andere SOLAS verplicht daarom onder andere een aanvaringsschot, een achterpiekschot en een waterdicht machinekamerschot.
Voor het aanvarings- of voorpiekschot bevindt zich over het algemeen de boeg met de bak en de voorpiek en daarachter vaak de laadruimen voorzien van een lensinrichting en meestal afgesloten door luiken. Onder de laadruimen kan zich een dubbele bodem bevinden met de ballasttanks, bunkertanks en soms een pijpentunnel. De machinekamer bevindt zich achter het waterdichte machinekamerschot en herbergt een groot deel van het hoofd- en hulpbedrijf. De accommodatie met brug is meestal hierboven te vinden. Verder naar achteren bevindt zich de stuurmachinekamer waarmee het roer wordt aangestuurd en de schroefastunnel waardoor de schroefas loopt van de hoofdmotor naar de schroef.

## Verbanddelen
De scheepsconstructie bestaat uit verbanddelen (scantlings) waarmee weerstand wordt geboden tegen de op het schip werkende belastingen. Hier valt een onderverdeling te maken:
- langsverbanddelen;
- dwarsverbanddelen;
- plaatselijke verbanddelen;
- schrankverbanddelen.

Over het algemeen worden korte schepen gebouwd volgens het dwarsspantensysteem en lange schepen volgens het langsspantensysteem.

### Langsverbanddelen
Langsverbanddelen dienen vooral voor de langsscheepse sterkte en lopen grotendeels ononderbroken langsscheeps:
- verticale kiel en middenzaathout;
- vlakbeplating en langsspanten;
- tanktopbeplating en langskeerspanten;
- kantplaat;
- huidbeplating;
- dekbeplating (deels);
- langsdragers.

### Dwarsverbanddelen
Dwarsverbanddelen dienen vooral voor de dwarsscheepse sterkte:
- spanten;
- wrangen;
- dekbalken;
- schotten.

### Plaatselijke verbanddelen
Plaatselijke verbanddelen kunnen bestaan uit:
- schotten;
- stutten;
- knieën;
- fundaties.

Voor schepen die in ijs varen, wordt de romp verstevigd om de ijsbelasting op te vangen. Afhankelijk van de toegepaste ijsversterking verkrijgt het schip een bepaalde ijsklasse.

### Schrankverbanddelen
Op schepen met grote open dekken wordt de wringing tegengegaan door de schrankverbanddelen. Over het algemeen zijn dit verstevigde langs- en dwarsverbanddelen.